# لدج پوینت، استرالیای غربی
لدج پوینت (به انگلیسی: Ledge Point) یک شهرک در استرالیا است که در استرالیای غربی واقع شده‌است.